# Apheloceros
Apheloceros là một chi bướm đêm thuộc họ Geometridae.

## Các loài
- Apheloceros dasciodes Turner, 1947